# Obřadní síň

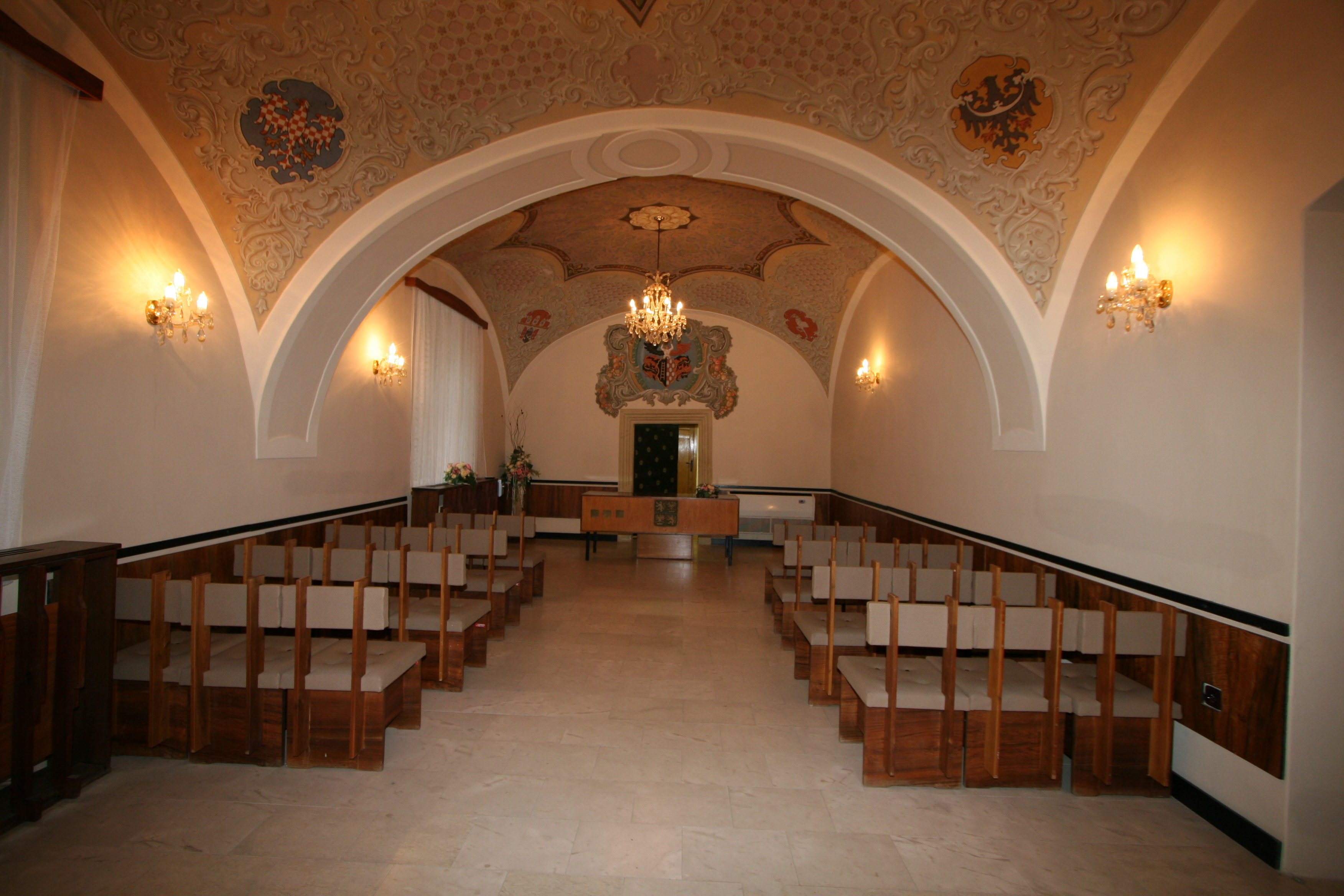
Obřadní síň na radnici v Lázních Bohdaneč

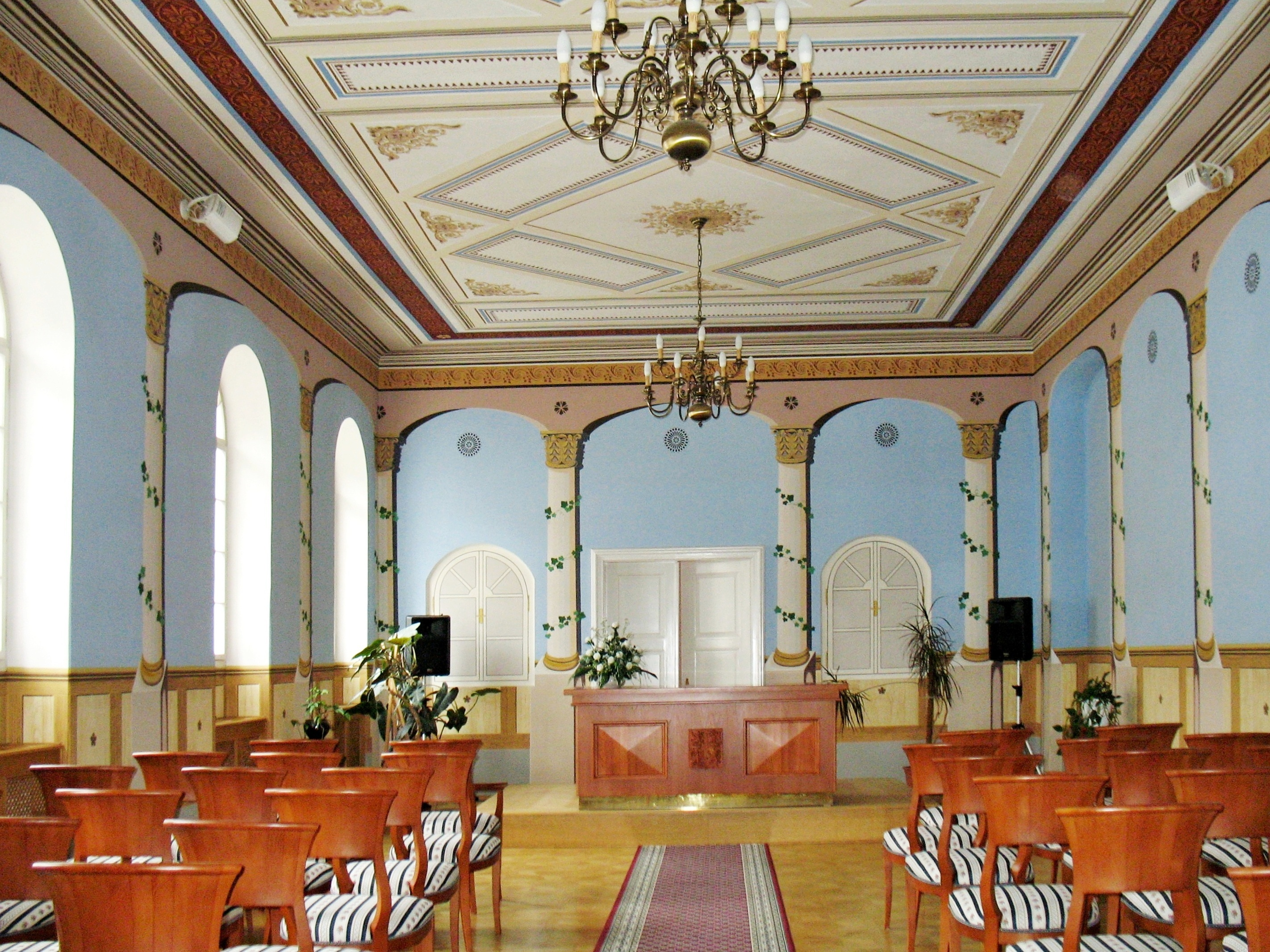
Obřadní síň MěÚ v Týně nad Vltavou

Obřadní síň je obvykle specializovaná prostora určená k provádění nějakých obřadů. Mezi nejběžnější obřadní síně patří sály ve smutečních obřadních síních a krematoriích, kde se pozůstalí obřadním způsobem loučí se zemřelými osobami. Jiné typy obřadních síní bývají součástí obecních, městských a dalších úřadů, kde se konají kupříkladu svatební obřady, vítání občánků, případně oslavují kulatá životní jubilea významných občanů či rodáků apod. Mezi obřadní síně patří i specializované školní prostory (auly), kde se provádějí kupříkladu imatrikulace při zahájení studia a promoce při úspěšném ukončení studia.